# Берлін-Темпельгоф
Аеропорт Берлін-Темпельгоф (Flughafen Berlin-Tempelhof) (IATA: THF, ICAO: EDDI) — аеропорт у Берліні, який функціонував з 1920-х рр. по 2008 рік. Розташовується у районі Темпельгоф, всередині кільцевої лінії S-Bahn Berlin.

## Історія

Розташування аеропортів в околицях Берліна

Темпельгофське поле, на якому був побудований аеропорт Темпельгоф, раніше служило плацом для стройової підготовки. У 1909 році Орвілл Райт представив тут свій літальний апарат, проводив показові польоти і встановив кілька рекордів. У 1922 році площу вирівняли і зміцнили, а в 1923 році тут з'явилися два перші ангари. Перша авіалінія з'єднала Берлін з Кенігсбергом. Звідси після здачі аеропорту в експлуатацію 6 квітня 1926 року був здійснений перший регулярний рейс авіакомпанії «Lufthansa» (тоді ще «Deutsche Luft Hansa AG») в Цюрих. Вже в 1927 році до аеропорту Темпельгоф — першому у світі — була підведена лінія U-Bahn.
У 1930-і роки за обсягом перевезень Темпельгоф значно перевершував аеропорти Парижа, Амстердама і Лондона. Однак технічні можливості аеропорту були швидко вичерпані, і в 1934 році архітектором Ернстом Загебілем був представлений план його розширення, відповідно до якого аеропорт зможе обслуговувати до шести мільйонів пасажирів на рік (в 1934 році — тільки 200 тисяч осіб).
Аеровокзал площею 284 тисяч м² став на той час найбільшою будівлею у світі. Він також є й однією з найдовших будівель: загальна довжина дугоподібної частини будівлі складає близько 1,2 км. Покрите травою летовище овальної форми мало в діаметрі близько двох кілометрів і дозволяло досить легким літакам того часу, як, наприклад, «Junkers Ju 52», точно сідати і злітати проти панівного вітру. Будівництво тривало і після початку війни в 1939 році, але й до 1945 року аеропорт ще не був повністю добудований. Станція метрополітену була відповідно перенесена до нової будівлі аеропорту.

### Повітряний міст

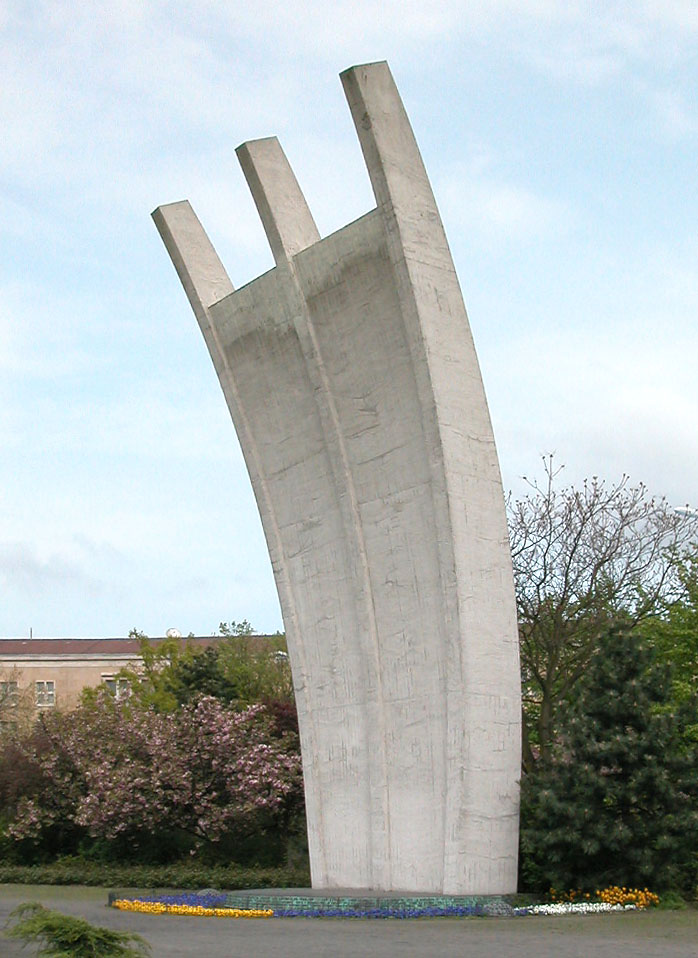
Пам'ятник повітряному мосту в аеропорту Берлін-Темпельгоф

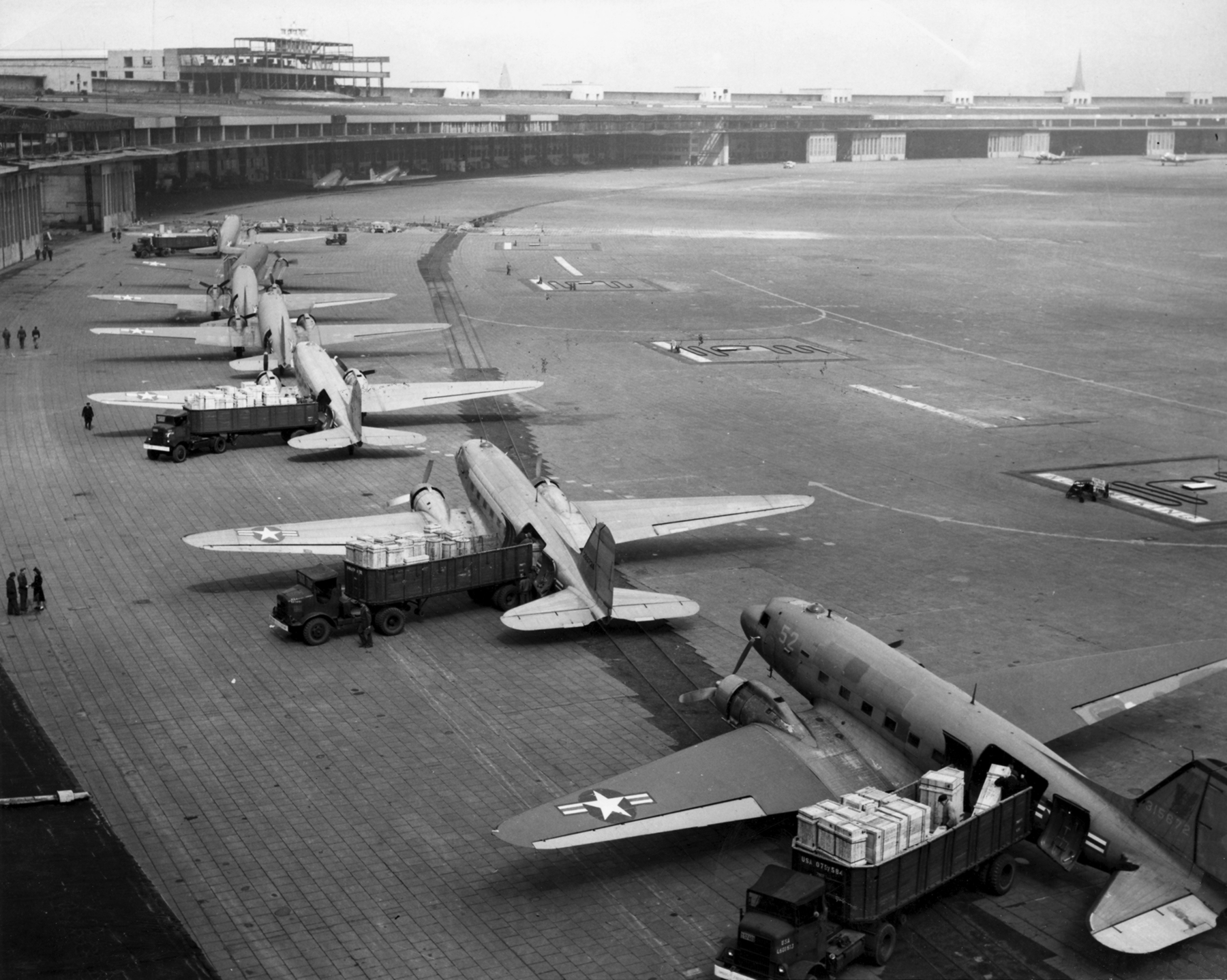
Родзинкові бомбардувальники в очікуванні розвантаження в аеропорту Темпельгоф в 1948 році

У квітні 1945 року аеропорт Темпельгоф був захоплений радянськими військами, а 4 липня був переданий американській окупаційній владі. Американська військова адміністрація реквізувала його і скасувала вильоти літаків цивільної авіації. На момент передачі аеропорту американцям його нова будівля ще не експлуатувалася.
У 1948 році аеропорт став грати нову роль. Під час блокади Західного Берліна разом з іншими аеродромами в Тегелі і Гатові Темпельгоф використовувався для постачання до міста продовольства. Велика частина вантажу було пальне. Авіапостачання міста життєво необхідним продовольством берлінським повітряним мостом, що з'єднав Берлін з іншими західнонімецькими містами, тривало з 26 червня 1948 року по 12 травня 1949 року. Літаки злітали і сідали в Темпельгофі що 90 секунд. Завдяки американському пілотові Гейл Хелворсену, який при посадці в Темпельгофі скидав для берлінських дітей з вікна кабіни солодощі на парашутах з носових хусток, літаки, які працювали на берлінському повітряному мосту, стали називати «родзинкові бомбардувальники». Для безперебійної роботи повітряного мосту була побудована південна злітно-посадкова смуга, яка перекрила вулицю Одерштрассе в районі Нойкельн.
Про ці історичні події нагадує пам'ятник повітряному мосту на площі перед аеропортом. Іронічні берлінці дали пам'ятнику прізвисько «граблі голоду» (Hungerharke) і «пазури голоду» (Hungerkralle). Аналогічні пам'ятники встановлені в аеропорту Франкфурта-на-Майні і на військовому аеродромі в Целле.

### Аеропорт Західного Берліна
З 1950 року частина аеропорту була передана Верховним комісаром США в Німеччині для цивільних авіаперевезень. Наявні потужності швидко досягли межі, і в результаті переговорів з американцями частина аеропорту що залишалася за ними в тому ж році передана для цивільного використання.
Щоб трохи полегшити монументальний вигляд вхідного залу («Залу пошани») аеровокзалу і надати йому сучасніший вигляд, була знижена висота стелі за рахунок установки проміжного перекриття. «Зал пошани» над ним досі не використовувався, і побачити його можна тільки на спеціальних екскурсіях. Укріплена для важких літаків повітряного мосту металева злітно-посадкова смуга, що зносилася, була замінена на асфальтову.
Важливу роль відігравала куляста радарна антена в північно-східній частині будівлі, яка за часів холодної війни була найсхіднішою точкою авіадиспетчерської служби США. І сьогодні ці 100 м² є єдиною територією аеропорту, що використовується Бундесвером.
У 1954 році пасажирообіг Темпельгоф склав 650 тисяч осіб, які в основній масі обслуговувалися авіакомпаніями союзників: «British European Airways», що стала згодом «British Airways», «Air France» (до 1960 року) і «Pan American World Airways». Влітку 1975 року Темпельгоф був закритий для цивільного повітряного сполучення, його замінив новий аеропорт Берлін-Тегель, що з'явився на території французького військового аеропорту за проєктом гамбурзьких архітекторів «Gerkan, Marg und Partner».

### Поновлення роботи аеропорту в 1985 році

Статистика пасажирообігу аеропорту з 1991 року

У 1985 році аеропорт Темпельгоф відкрився знову для бізнес-авіації і авіаперевізників з невеликими літаками.

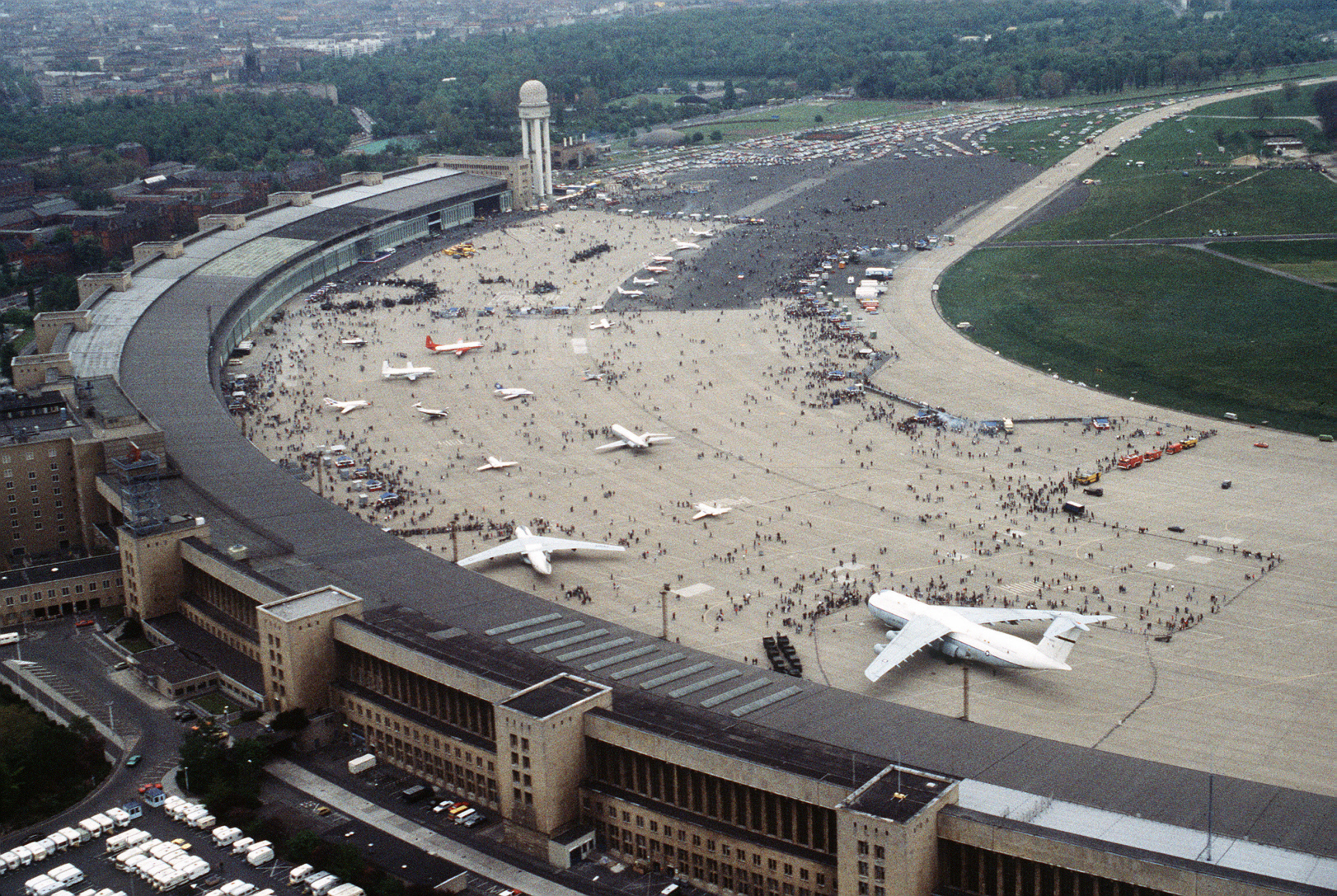
Аеропорт у травні 1984 року в день відкритих дверей

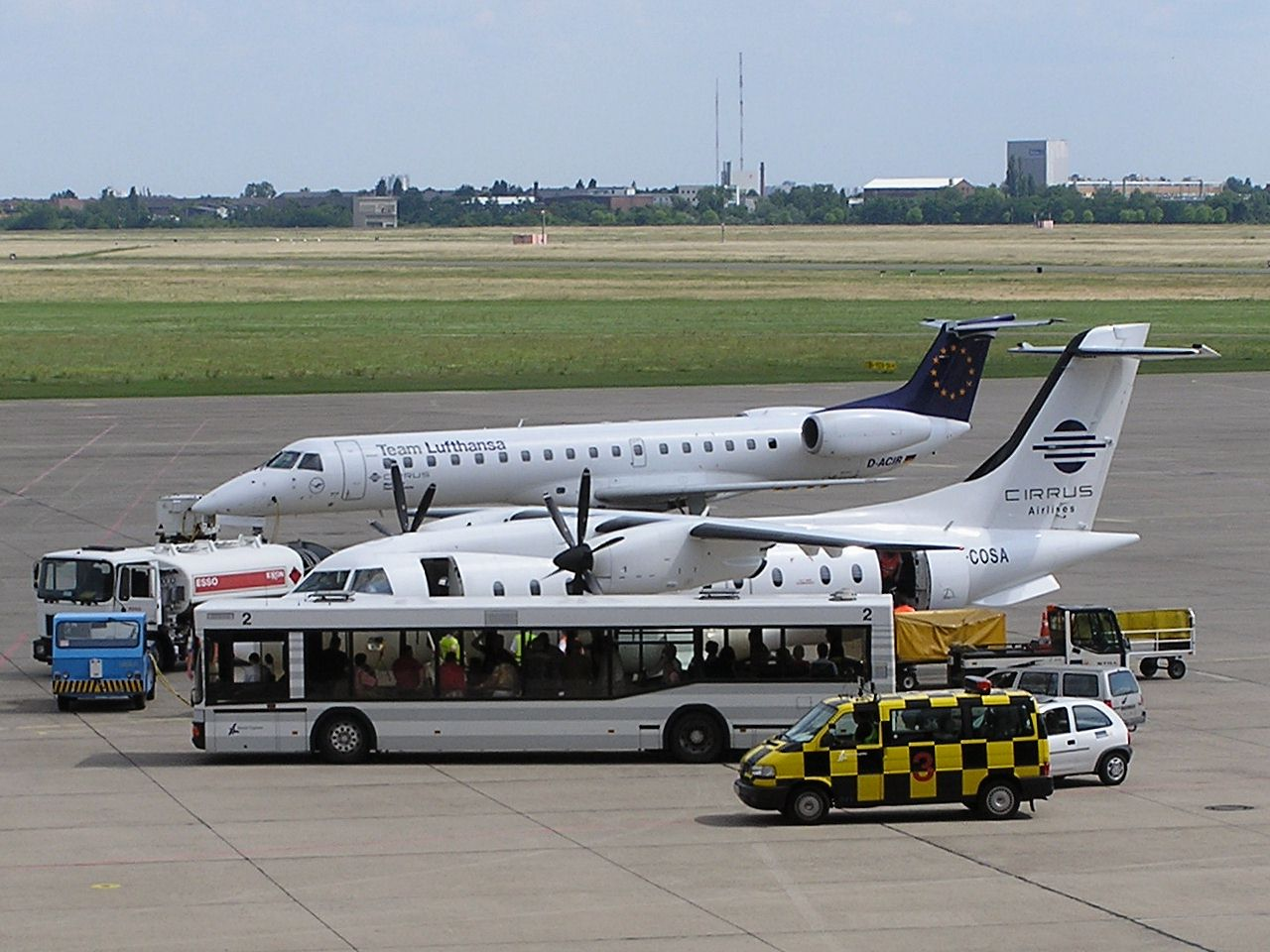
Обслуговування літака що приземлився

У 1990 році аеропорт обслужив понад 400 тисяч пасажирів. У 1994 році ВПС США передали аеропорт у власність керуючої компанії аеропорту.
Довжина ЗПС аеропорту становила 2116 м, тому розмір літаків, що приземляються в Темпельгофі, був обмежений (не більш Airbus A320 та Boeing 727), і аеропорт використовувався переважно для рейсів усередині Німеччини і Європи. Аеропорт Темпельгоф також використовувався для потреб авіації, яка не належить до регулярних рейсів авіакомпаній і чартерам.

### Закриття аеропорту
У 1996 році федеральний міністр транспорту, правлячий бургомістр Берліна і прем'єр-міністр Бранденбурга взяли так зване «консенсусне рішення» про будівництво міжнародного аеропорту Берлін-Бранденбург, за яким має відбутися закриття аеропортів Темпельгоф і Тегель.. На території, яку займає нерентабельний аеропорт, відповідно до містобудівного проєкту «Темпельгофська свобода», в будівлі аеропорту з'являться культурний, медійний та творчий центр Tempelhof Forum THF, а по межі летовища — нові житлові квартали А власне на летовищі має бути розбитий парк. Плани берлінського Сенату зіткнулися з протидією деяких авіакомпаній. Противники закриття аеропорту організували ініціативну групу, провели збір підписів для проведення референдуму і добилися його проведення. Незважаючи на те, що при явці в 36,1 % за аеропорт проголосували 60,1 % тих що брали участь у референдумі, їхні голоси склали лише 21,7 % від усіх виборців, що недостатньо для визнання референдуму таким, що відбувся (25 %). Проведення референдуму обійшлося міській скарбниці в 2,5 млн євро.
30 жовтня 2008 року відбулося офіційне закриття аеропорту для регулярного сполучення. Останнім літаком, що злетіли з ЗПС Темпельгоф 24 листопада 2008 р є приватний Ан-2, рег. D-FBAW, що раніше належав ВПС НДР.. На кінець 2010-х льотне поле аеродрому відкрито для вільного відвідування всіма бажаючими.

### Після закриття
З 2015 року будівлю аеровокзалу і ангари використовуються як тимчасовий центр прийому та розміщення біженців (найбільший в Німеччині)

## Архітектура

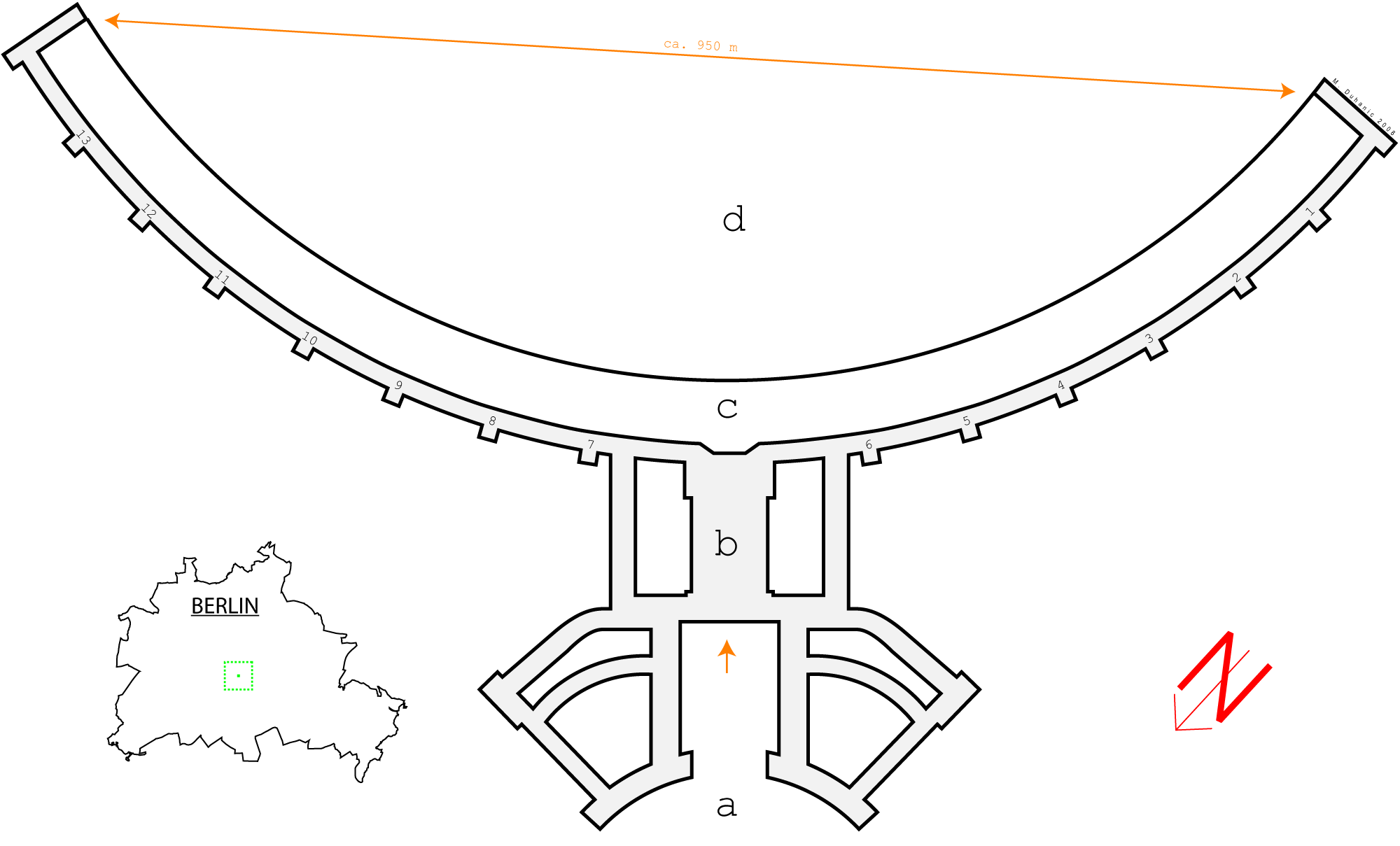
Схема аеровокзалу з пероном: а) площа Повітряного моста, b) зона реєстрації, c) зона вильоту, d) перон

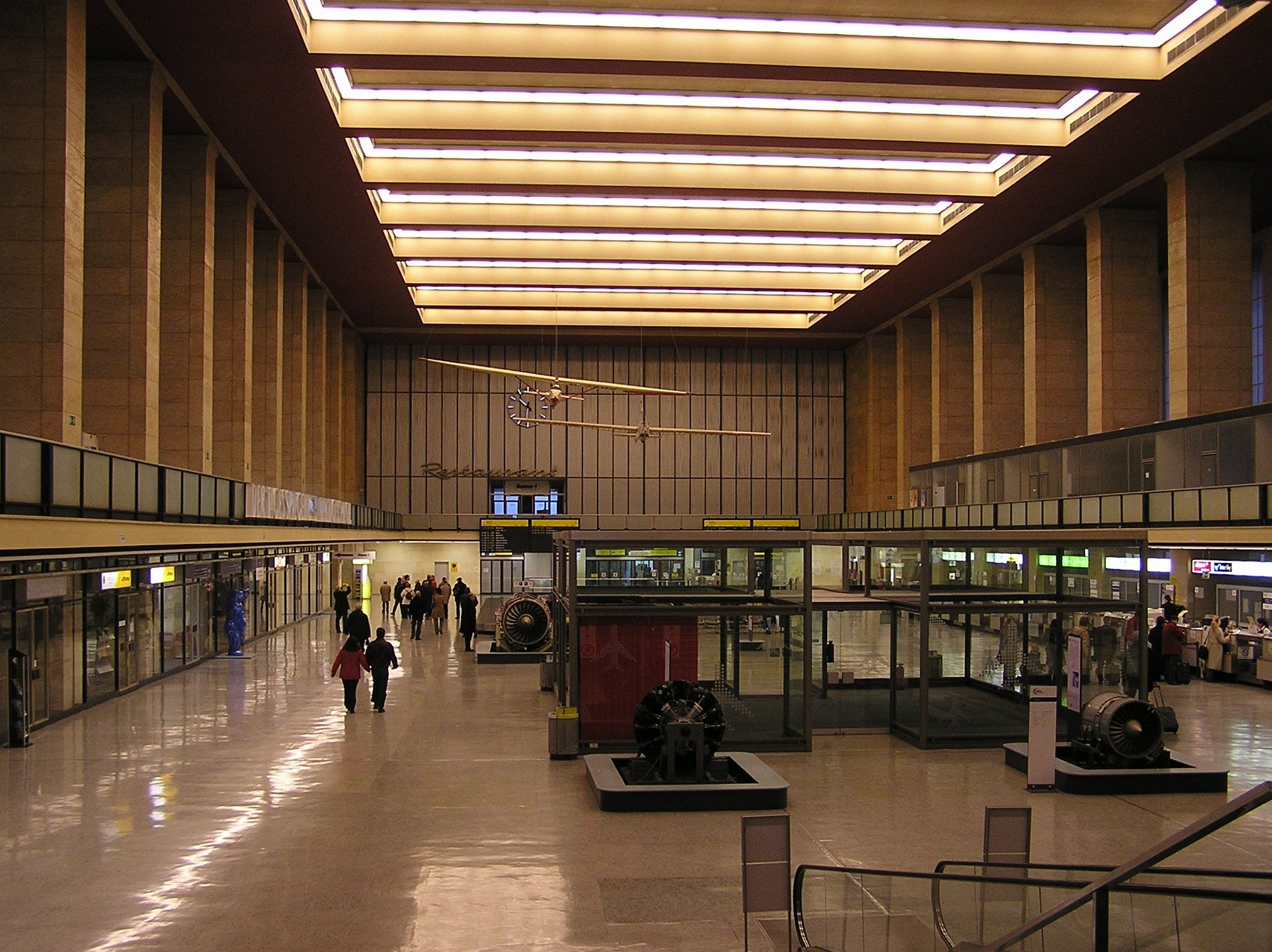
Зона реєстрації

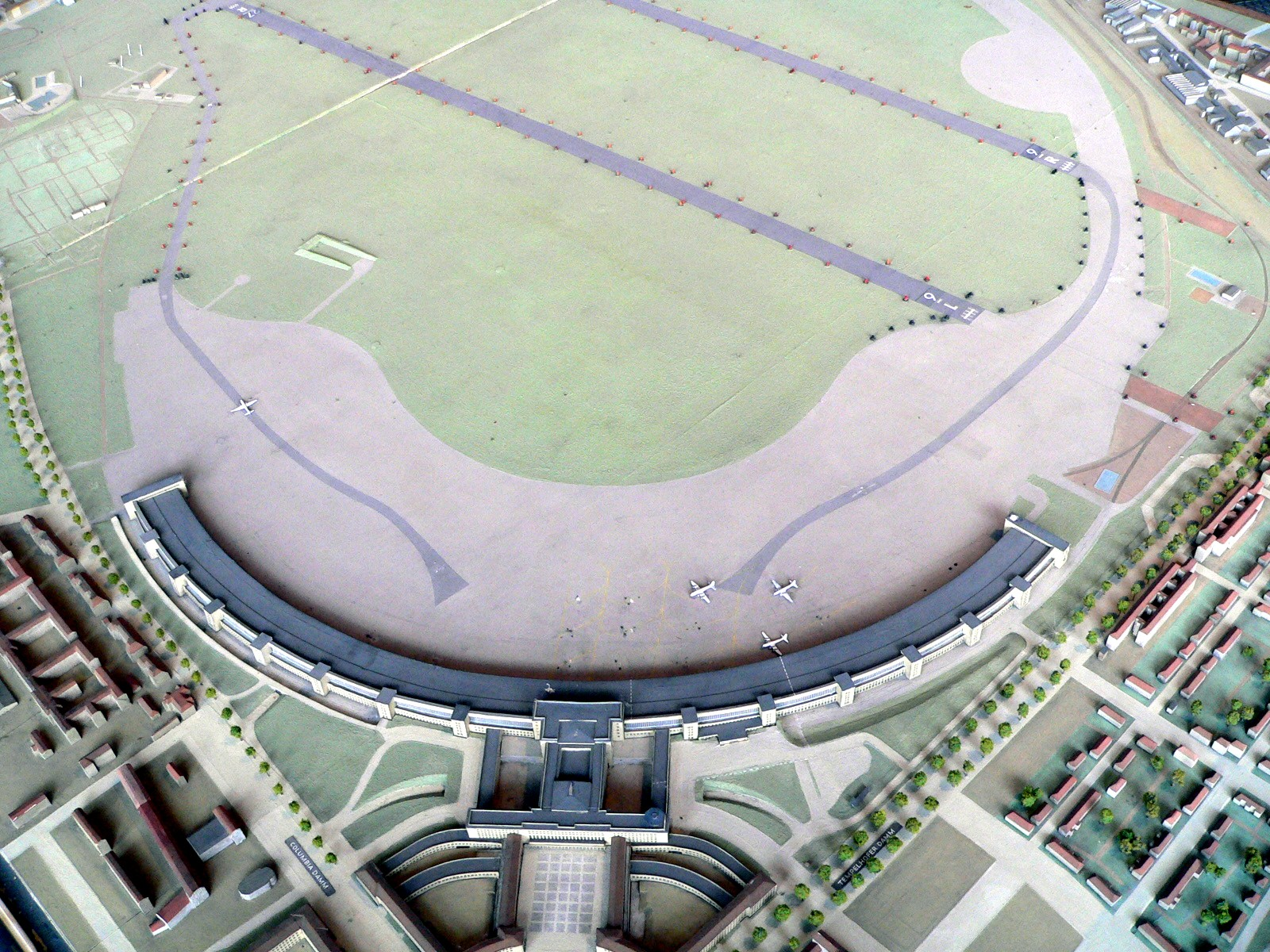
Модель аеропорту Темпельгоф у Німецькому технічному музеї

У своєму проєкті нового аеропорту в Темпельгофі архітектор Ернст Загебіль врахував всі вимоги, які висувалися в той час до великих аеропортів, передбачивши в єдиній архітектурній формі окремі функціональні рівні для зон прибуття, вильоту, поштових і вантажних перевезень. На момент зведення аеропорту функціональна комплексність споруд аеропорту, яка полягала не тільки у виділенні рівнів, але і в різноманітті звичної зараз додаткової інфраструктури, як готелі, конгрес-центри, ресторани і офісні приміщення авіакомпаній «Lufthansa», було абсолютно унікальним рішенням і стала зразком в будівництві сучасних аеропортів. У 2004 році британський архітектор сер Норман Фостер назвав Темпельгоф «матір'ю всіх аеропортів».
У 2011 році аеропорт Берлін-Темпельгоф був внесений до списку історичних пам'яток інженерно-архітектурного мистецтва Німеччини.